# Unió Nacional de Progrés
Unió Nacional de Progrés és un partit polític d'Andorra fundat l'any 2007. A les eleccions del 2009 el partit va obtenir el 0,6% dels vots i no va obtenir representació al Consell General d'Andorra.